# Số điện thoại ở Nhật Bản
Số điện thoại ở Nhật Bản bao gồm mã vùng, số trao đổi và số thuê bao.

## Quay số tiền tố
- Tiền tố lựa chọn nhà cung cấp 001 và 00xx
- 184 Tiền tố để giữ lại ID người gọi
- 186 Tiền tố để cung cấp ID người gọi

## Các loại số
```
1xx
 Số đặc biệt

001 và 00xx
 Mã lựa chọn nhà cung cấp 
0x
 Mã
vùng địa lý 2 chữ số 
0xx
 Mã vùng địa lý
3 chữ số 
0xxx
 Mã vùng địa lý
4 chữ số 
0xxxx
 Mã vùng địa lý
5 chữ số 
0x0
 Mã vùng địa lý
3 chữ số (không bao gồm 010)

0xx0 Mã
 vùng phi địa lý 
gồm
 4 chữ số (01x0, 0570, 0800, 0910, 0990)
```

## Độ dài của số
- Các số đặc biệt dài ba chữ số
- Số địa lý dài 10 chữ số
- 0x0 Các số không theo địa lý có độ dài 10 hoặc 11 chữ số.
- 0xx0 Các số không theo địa lý dài 10 chữ số

### Số có ba chữ số (số đặc biệt)

#### Dịch vụ khẩn cấp
```
110
 Cảnh sát

118 Trường
 hợp khẩn cấp hàng hải

119
 Xe cứu thương, cứu hỏa

171
 Hỗ trợ động đất
```

#### Dịch vụ vận hành
```
100
 Nhà điều hành NTT

106
 Nhà điều hành hỗ trợ thu thập dịch vụ cuộc gọi 
108
 Dịch vụ thu thập cuộc gọi
tự động

113
 Lỗi kỹ thuật NTT đường dây nóng

116
 Dịch vụ khách hàng NTT và các yêu cầu chung
```

#### Dịch vụ thư mục
```
104
 NTT yêu cầu thư mục quốc gia

0057
 KDDI yêu cầu thư mục quốc tế
```

#### Dịch vụ đặc biệt
```
114
 Kiểm tra số bận tự động

115
 Dịch vụ Telegram

117
 Đồng hồ nói

136
 Thông tin về cuộc gọi đến gần nhất

177
 Dự báo thời tiết
```

### Lựa chọn nhà cung cấp dịch vụ đường dài (Myline)
```
001
 KDDI (quốc tế)

0032
 IPS Inc.

0033
 NTT Communications

0034
 NTT Communications (miễn phí quốc tế)

0036
 NTT East

0037
 Fusion Communications

0039
 NTT West

0041
 SoftBank Telecom (viễn thông quốc tế/cũ của Nhật Bản)

0053
 KDDI (Bán lại)

0056
 KDDI (quốc tế)

0061
 SoftBank Telecom (quốc tế/cựu Cáp và không dây IDC)

0066
 SoftBank Telecom (
ID
/cáp và không dây quốc tế/cũ)

0070
 KDDI Toll miễn phí

0071
 Verizon Nhật Bản

0077
 KDDI (quốc gia)

0080
 T-Systems

0081
 Fusion Communications (TTNet cũ)

0088
 SoftBank Telecom (quốc gia/cũ của Nhật Bản)

0089
 T-Systems

0091
 Brastel
```

### Số gồm 10 chữ số

#### Mã vùng phi địa lý
```
0120
 NTT Tự do, dịch vụ miễn phí 
0130
 Dịch vụ
thông tin tự động

0140
 Truyền thông không dây cứu trợ thiên tai 
0160
 Truyền thông
vệ tinh cứu trợ thiên tai

0170
 NTT Quay số, dịch vụ
đường dây 
0180
 NTT Telegong, TV/Radio hiển thị phản hồi quay số

0180
 NTT Teledome, dịch vụ thông tin tự động

0190
 NTT Angel Line, dịch vụ thư mục tự động qua PC/modem

0190
 NTT Annai Jozu, dịch vụ thư mục tự động qua điện thoại

0570
 Navi Dial  [ ja ] 

0800
 Dịch vụ miễn phí khác

020
 Dịch vụ phân trang (PDC) và dịch vụ dữ liệu (UMTS)

030
 Dịch vụ điện thoại di động (hệ thống cũ, PDC, J-CDMA, UMTS) - hiện chưa sử dụng
dịch vụ điện thoại di động 
040
 (hệ thống cũ, PDC, J-CDMA, UMTS) đã sử dụng
dịch vụ điện thoại IP 
050
 (thông qua nhà cung cấp dịch vụ internet)

060
 Dịch vụ số cá nhân phổ biến 
070
 Dịch vụ
điện thoại và dữ liệu di động (PHS, UMTS)

0701
 Dịch vụ điện thoại và dữ liệu di động (PDC, J-CDMA, UMTS)

080
 Dịch vụ điện thoại và dữ liệu di động (PDC), J-CDMA, UMTS)

090
 Dịch vụ điện thoại và dữ liệu di động (PDC, J-CDMA, UMTS)

0910
 Truy cập mạch riêng, dịch vụ giá địa phương

0990
 NTT DialQ2, dịch vụ giá cao cấp
```

#### Mã vùng ngừng hoạt động
```
0150
 trước đây được sử dụng cho thông tin liên lạc không dây hàng hải

0450
 trước đây được sử dụng cho thông tin liên lạc không dây hàng hải

0750
 trước đây được sử dụng cho thông tin liên lạc không dây hàng hải
```

#### Mã vùng (外 局 "shigai-kyokuban") của các thành phố lớn được chọn
```
11
 Sapporo 

138
 Hakodate 

166
 Asahikawa 

17-7
　hoặc 
172
 Aomori 

18-8
 Akita 

19-6
 Morioka 

22
 Sendai 

23-6
 Yamagata 

24-5
 Fukushima 

24-6
 Iwaki 

24-9
 Kōriyama 

25
 Niigata 

26
 Nagano 

27-2
 Maebashi 

27-3
 Takasaki 

28-6
 Utsunomiya 

3
 Tokyo (23 phường đặc biệt), Komae 

4-29
 Tokorozawa 

4-70
 Kamogawa 

4-71
 Kashiwa 

42-6
 Hachiōji

42-7
 Machida, Sagamihara 

43
 　Chiba 

44
 Kawasaki 

45
 Yokohama 

46-6
 Fujisawa 

46-8
 Yokosuka 

47-3
 Ichikawa, Matsudo 

47-4
 (473 cho phần phía tây của thành phố) Funabashi 

48-2
 Kawaguchi 

48-6 hoặc 48-7 hoặc 48-8
 Saitama 

48-9
 　Soka, Koshigaya 

49
 Kawagoe 

52
 Nagoya 

53
 Hamamatsu 

53-2
 Toyohashi 

54
 Shizuoka 

55
 Kofu 

56-4
 Okazaki 

56-5
 Toyota 

56-8
 Kasugai 

56-9
 Handa 

58
 Gifu 

58-6
 Ichinomiya 

59-2
 Tsu, Yokkaichi 

6
 Osaka, Higashiōsaka, Suita, Toyonaka, Amagasaki 

72-2
 Sakai 

72-6
 Takatsuki 

72-8
 Hirakata 

73
 Wakayama 

742 hoặc 743
 Nara 

75
 Kyoto 

76-2
 Kanazawa 

76-4
 Toyama 

76-8
 Suzu 

77-5
 Ōtsu 

776
 Fukui 

78
 Kobe 

79-0
 Kasai 

79-2 hoặc 79-3
 Himeji 

79-4
 Kakogawa 

79-7 hoặc 79-8
 Nishinomiya, Takarazuka 

82
 Hiroshima 

83-2 hoặc 83-4
 Shimonoseki 

839
 Yamaguchi 

84
 Fukuyama 

85-2
 Matsue 

85-7
 Tottori 

86-2 hoặc 86 -9
 Okayama 

86-4 hoặc 86-5
 Kurashiki 

87
 Takamatsu 

88-6
 Tokushima 

88-8
 Kochi 

89
 Matsuyama 

92
 Fukuoka 

93
 Kitakyushu 

942
 Kurume 

95-8
 Nagasaki 

95-2
 Saga 

95-6
 Sasebo 

96
 Kumamoto 

97
 Ōita 

98-8 hoặc 98-9
 Naha 

981 hoặc 98-5
 Miyazaki 

99
 Kagoshima
```

Các số địa lý dài chín chữ số, bao gồm mã vùng, nhưng không bao gồm số 0 đứng đầu. Do đó, các khu vực đông dân cư có mã vùng ngắn hơn, trong khi các khu vực ít dân cư có mã vùng dài hơn. Ví dụ:
- 6 xxxx xxxx (Osaka)
- 75 xxx xxxx (Kyoto)
- 742 xx xxxx (Nara)
- 4992 x xxxx (đảo Niijima, Tokyo pref.)
- 82486 xxxx (Takano, Hiroshima pref.)

Mã vùng tăng từ Bắc vào Nam; Sapporo ở Hokkaidō (quận bắc) có 11, và Setouchi 's 99-73 là xa ở phía nam trong Kagoshima. Khi hệ thống điện thoại được phát minh, Okinawa vẫn còn thuộc quyền chiếm đóng của Hoa Kỳ, vì vậy khi được đưa trở lại Nhật Bản vào năm 1972, các số điện thoại của nó đã bị ép giữa Miyazaki (98x) và Kagoshima (99x) và bắt đầu bằng 988, 989 và 980.
Trong những năm 1990, khi các kế hoạch được soạn thảo để hợp nhất các thành phố và thị trấn cỡ trung bình thành các đô thị lớn hơn, các hệ thống đánh số điện thoại đã được hợp nhất trước. Ví dụ,
- 7442 x xxxx Kashihara (quận Nara)
- 7444 x xxxx Sakurai
- 74452 xxxx Takatori
- 74454 xxxx Asuka, v.v.

đã trở thành:
- 744 2x xxxx Kashihara
- 744 4x xxxx Sakurai
- 744 52 xxxx Takatori
- 744 54 xxxx Asuka, v.v.

Thực tế, nhiều thị trấn trong số này đã từ chối hợp nhất, khiến người gọi có nhiều chữ số hơn để quay số khi thực hiện cuộc gọi nội hạt. Điều này được cân bằng một phần bằng cách không phải quay số mã vùng cho thành phố lân cận.

## Mã vùng làm tên thương hiệu địa phương
Sau khi vào những năm 2010, các sản phẩm và sự kiện địa phương đã bắt đầu sử dụng các tên xuất phát từ mã vùng.
0465net (Odawara, Kanagawa)
0428 Áo phông (Ome, Tokyo)
028 Chợ (Utsunomiya, Tochigi)
028 Machinaka (Nội thành) Wi-Fi (Utsunomiya, Tochigi)
Bar 053 (Hamamatsu, Shizuoka)